# Oriol Junqueras
Oriol Junqueras Vies (Barcellona, 11 aprile 1969) è un politico spagnolo, presidente di Esquerra Republicana de Catalunya.

## Biografia
Junqueras ha completato la sua istruzione primaria e secondaria nella scuola e liceo italiano di Barcellona. Ha studiato Economia presso l'Università di Barcellona, ma si è laureato in Storia moderna e contemporanea e ha ottenuto un dottorato in Storia del pensiero economico all'Università Autonoma di Barcellona. La sua tesi di dottorato analizza le origini del pensiero economico moderno nel Mediterraneo occidentale, creando parallelismi con il pensiero inglese e castigliano nei primi decenni del XVII secolo.
È docente a contratto presso il Dipartimento di Storia Moderna e Contemporanea presso l'Università Autonoma di Barcellona e ha contribuito a una serie di programmi radiofonici e televisivi in catalano legati alla politica e alla storia quali En Guàrdia ed El nas de Cleòpatra, su Catalunya Ràdio, Minoría absoluta ed El Món, su RAC 1, e El favorit (2005) su TV3; ha anche lavorato come sceneggiatore di documentari televisivi quali Els Maquis, La guerra silenciada e Conviure amb el risc.
Alle elezioni europee del 2009 è stato eletto europarlamentare, mantenendo l'incarico fino al 31 dicembre 2011; era iscritto al gruppo I Verdi/Alleanza Libera Europea. È stato membro del comitato delle richieste, della delegazione per le relazioni con i paesi del Mercosur e della delegazione all'Assemblea parlamentare euro-latino-americana. Lascia il seggio per concentrarsi sulle successive elezioni catalane, venendo sostituito come eurodeputato da Ana Miranda il 31 dicembre 2011.
Alle elezioni parlamentari catalane del 2012 è il candidato di Sinistra Repubblicana di Catalogna, ottenendo 21 deputati. Dopo la formazione del Governo della Catalogna, Junqueras fu nominato capo dell'opposizione nel Parlamento della Catalogna il 9 gennaio 2013.
Oriol Junqueras è stato anche eletto sindaco di Sant Vicenç dels Horts, un comune dell'area metropolitana del capoluogo catalano, dall'11 giugno 2011 al 23 dicembre 2015.
Insieme a Artur Mas, il 18 dicembre 2012 firmò l'accordo di governabilità 2012 - 2016 per il Parlamento della Catalogna, chiamato Accordo per la Libertà. Questo accordo prevedeva la realizzazione di un referendum sull'indipendenza della Catalogna entro il 2014.
Il 2 novembre 2017, in seguito alla dichiarazione unilaterale di indipendenza catalana, il giudice Carmen Lamela del tribunale nazionale spagnolo ha ordinato l'arresto di Junqueras insieme ad altri consiglieri del governo catalano destituito, indagati per le accuse di ribellione e sedizione per la loro presunta responsabilità nella dichiarazione d'indipendenza e l'uso improprio dei fondi pubblici nel referendum dell'ottobre 2017, giudicato illegale dalla Corte costituzionale spagnola.
Il processo si svolge al Tribunale supremo di Madrid. Il procuratore ha chiesto 25 anni di carcere per sedizione.
Junqueras è stato sospeso come deputato da un giudice della Corte suprema il 10 luglio 2018 ed è rimasto in prigione. Il 14 ottobre 2019 è stato condannato a 13 anni di carcere e al divieto di ricoprire cariche pubbliche per crimini di sedizione e appropriazione indebita di fondi pubblici.